# Svoboda shromažďovací

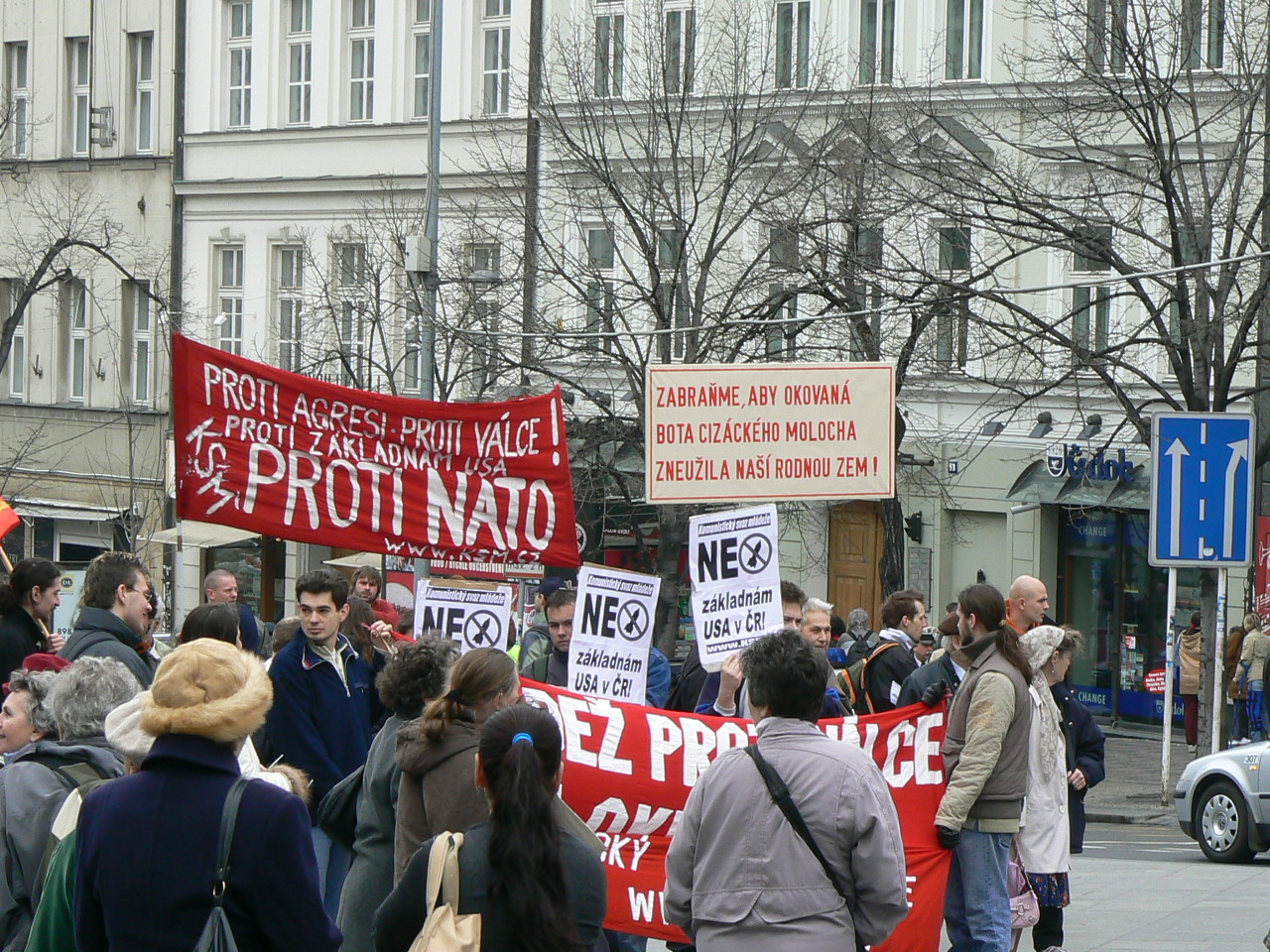
Demonstrace Komunistického svazu mládeže proti umístění amerického radaru v Česku v roce 2007

Svoboda shromažďovací je základním lidským právem, které patří do kategorie práv politických. Zakotvena je v řadě národních i mezinárodních katalogů lidských práv, např. v čl. 19 Listiny základních práv a svobod, v čl. 11 Evropské úmluvy o lidských právech nebo v čl. 20 Všeobecné deklarace lidských práv.
Shromáždění je v lidskoprávní teorii tvořeno dvěma současně přítomnými prvky – prvkem vnějším (fyzickým), kterým je setkání několika osob, a prvkem vnitřním (psychickým), kterým je společný záměr, těch, kdo se shromáždili. Takovéto shromáždění požívá lidskoprávní ochrany. Svoboda shromažďovací úzce souvisí se svobodou projevu, neboť umožňuje realizovat tuto svobodu ve shromáždění; taktéž má úzkou vazbu na náboženskou svobodu, neboť náboženská shromáždění patří k základním projevům všech náboženství.

## Výkon shromažďovacího práva v České republice
Zákonná úprava realizace tohoto práva je obsažena v zákoně č. 84/1990 Sb., o právu shromažďovacím. Shromáždění nemůže být podmíněno povolením orgánu veřejné správy, což je garantováno už na ústavní úrovni Listinou základních práv a svobod, zákon pak upřesňuje, že občané mají právo se bez předchozího povolení pokojně shromažďovat. Tím se míní i různé pouliční průvody a manifestace, ovšem jen tehdy, pokud je cílem shromáždění jakožto politického práva využití svobody projevu a dalších ústavních práv a svobod, výměna informací a názorů nebo účast na řešení veřejných a jiných společných záležitostí vyjádřením postojů a stanovisek, nikoli např. shromáždění související s poskytováním služeb. I přes nepodmíněnost shromáždění předchozím povolením je potřeba každou takovou akci předem ohlásit, s výjimkou shromáždění soukromých či církevních, a to alespoň pět dnů před konáním shromáždění místnímu obecnímu úřadu. Tento úřad pak může bezodkladně ohlášené shromáždění zakázat, ale jen tehdy, pokud by účel shromáždění směřoval k výzvám omezovat ústavní práva občanů, k rozněcování nenávisti a nesnášenlivosti, k násilí či hrubým neslušnostem, nebo k jinému porušování ústavy a zákonů. Proti zákazu shromáždění se jeho svolavatel může bránit u správního soudu, který rozhodne do tří dnů.
Svolavatelem shromáždění může být každý dospělý občan, skupina osob nebo i právnická osoba sídlící na území České republiky. Svolavatel pak zajišťuje řádný a klidný průběh shromáždění prostřednictvím určených pořadatelů, a pokud by shromáždění bylo rušeno, může požádat o zásah policii. Úřad, u nějž bylo shromáždění oznámeno, může vyslat svého zástupce, který bude průběh shromáždění monitorovat a pokud by došlo k událostem, které by odůvodňovaly jeho zákaz, může je na místě rozpustit, přičemž toto rozhodnutí případně provede policie. Účastníci shromáždění mají dbát pokynů svolavatele a po skončení akce se pokojně rozejít. Určitou zajímavostí, zavedenou až roku 2002, je to, že nesmějí mít obličeje zakryté způsobem ztěžujícím nebo znemožňujícím jejich identifikaci.

### Obecný zákaz shromáždění
Už Listina základních práv a svobod ve svém čl. 19, odst. 2, stanoví, že shromažďovací právo lze na veřejných místech zákonem omezit, ovšem jen tehdy, pokud půjde o opatření v demokratické společnosti nezbytné pro ochranu práv a svobod druhých, ochranu veřejného pořádku, zdraví, mravnosti, majetku nebo pro bezpečnost státu. Tak jsou na zákonné úrovni obecně zakázána shromáždění v blízkosti budov Parlamentu České republiky a v okruhu 100 m od budov Ústavního soudu nebo od míst, kde Ústavní soud jedná.
Zákaz shromáždění v blízkosti budov Parlamentu České republiky je konkretizován přílohou zákona o právu shromažďovacím, a to výčtem ulic na Praze 1: Sněmovní, U Zlaté studně, Tomášská, Thunovská, Valdštejnské náměstí, Valdštejnská, Zámecká, Letenská (mezi Malostranským náměstím a křižovatkou s ulicí Josefská), včetně chodníku přiléhajícího k severní hraně Malostranského náměstí (mezi křižovatkami s ulicí Zámecká a Tomášská).